# 圭多·博尼
圭多·博尼（義大利語：Guido Boni，1892年2月7日—1956年12月15日），意大利男子体操运动员。他曾获得1912年夏季奥运会体操比赛男子团体全能金牌。他在该届奥运会也参加了男子个人全能小项，获得第四名。